# Хасидская философия
Хасидская философия —учения хасидских ребе, часто в форме комментариев к Торе (Пятикнижию Моисея) и каббале (составная часть еврейского мистицизма). Хасидизм оперирует такими духовными концепциями, как Бог, душа, основываясь на Торе, но делая понятными эзотерические вопросы и находя им применение и практическое выражение. Центральную роль в большинстве школ хасидского иудаизма играет цадик, духовный и общинный лидер.
С распространением хасидизма на территории Украины, Галиции, Польши и России внутри хасидизма возникли различные течения.
Этимологически термин «хасид» — это титул, используемый для различных благочестивых людей и различных еврейских групп с библейских времён. Мистическое движение Хасидей-Ашкеназ в средневековой Германии, также называлось этим именем. В настоящее время термины хасидут и хасид обычно обозначают хасидскую философию и последователей хасидского движения.

## Фон

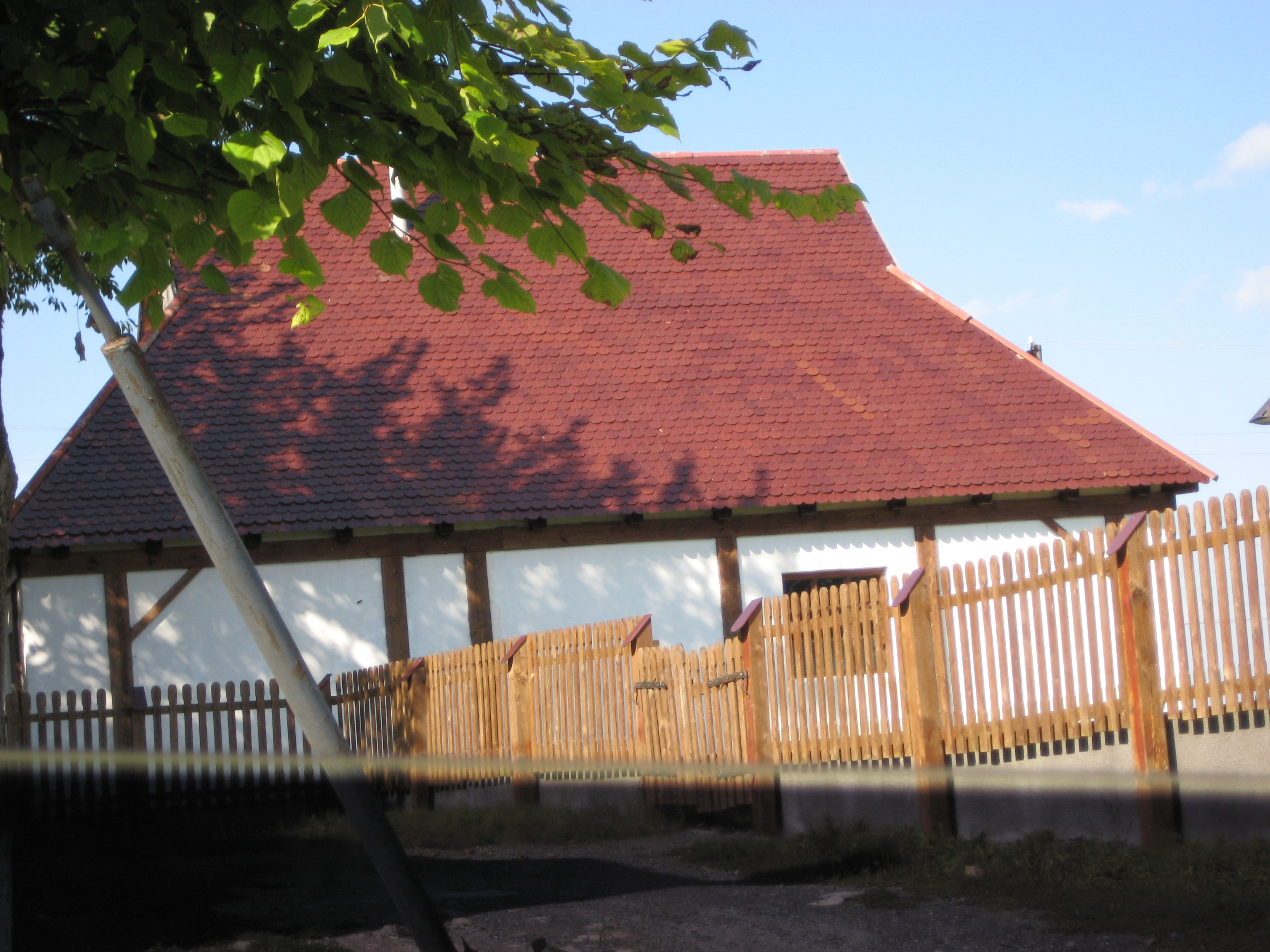
Восстановленная синагога Баал Шем Това в Меджибоже, Украина

Хасидская философия берет свое начало с учений Исраэля бен Элиэзера (Бааль Шем Тов) и его последователей (в первую очередь Дова-Бера из Межерича и его учеников). Эти учения представляют собой новые интерпретации иудаизма, но, в первую очередь, основаны на еврейской мистической традиции — каббале. Долгое время каббала была доступна лишь учёной элите, а хасидские учения стали общедоступными и были нацелены на массы. Хасидизм объединяет три различных течения иудаизма: 1) галаху (еврейский закон); 2) агадот (еврейские легенды и поговорки); и 3) еврейский мистицизм каббалы.
Хасидское учение, часто называемое экзегезой, рассматривается как метод, аналогичный методу Мидраша (раввинской гомилетической литературы). Хасидская экзегеза отличается от каббалистических школ тем, что она в меньшей степени фокусируется на понятиях сотворения (сфирот и парцуфим) и в большей степени на бинарных типах оппозиций (например, тело и душа). С другой стороны, Луи Якобс утверждал, что хасидское учение не следует описывать как экзегезу, поскольку в ходе толкования тексты полностью вырываются из контекста, чтобы прийти к желаемым выводам, грамматика и синтаксис игнорируются, а в тексты вкладывают идеи, которые они, по сути, не могут означать.
Учение Бааль Шем Това основаны на двух ключевых идеях:
- религиозный пантеизм (или панентеизм[8]), вездесущность Бога
- важность общения между Богом и человеком[9].

Доктрины Бааль Шем Това включают:
- долг человека служить Богу во всех аспектах повседневной жизни
- концепцию божественного провидения, распространяющегося на каждого человека и даже на каждую частность в неодушевленном мире
- доктрину Непрерывного Творения, согласно которой истинная реальность всех вещей — это «слово» Бога, которое создало все вещи и непрерывно поддерживает их существование .

В соответствии с каббалой Бааль Шем Тов учил, что целью поклонения Богу является привязанность к Богу (двекут), как служения сердца, а не разума:
Бог желает сердца как обязанность намерения сердца ( кавана ) при исполнении заповедей.
Бааль Шем Тов отходит от каббалы в своем представлении о том, что двекут может быть достигнута даже посредством искреннего чтения молитв и псалмов.

## Хасидские школы мысли
Хасидизм представляет собой не единое движение, а множество хасидских династий, происходящих от изначального мистического вдохновения Бааль Шем Това. Династии можно разделить по многим признакам:
- Для некоторых из них характерны ребе, которые в основном являются знатоками Торы и посеками (лицами, принимающими решения). Примеры: Дом Цанз[англ.] и его потомки, такие как Сатмарские хасиды или Белзская династия[англ.]
- харизматически-популистская линия, основанная на восхищении масс Праведником, его пламенным стилем молитвы и поведения, а также его предполагаемыми способностями творить чудеса. Представители: Вижницкие хасиды[англ.].
- мистико-спиритуалистическое направление раннего хасидизма (изучение теории и практики каббалы. Представители:  Жидачевская династия[англ.]
- Сосредоточение на созерцании[англ.] .

События еврейской истории в Восточной Европе, в частности, предполагаемые внешние угрозы для иудаизма (еврейский секуляризм, движение Хаскалы, ассимиляция и еврейские политические движения конца XIX века, таких как сионизм, добавили к теологии хасидизма дополнительные политические и социальные взгляды общего талмудического иудаизма, как общую реакцию на их первоначальных оппонентов—традиционалистов и митнагдим . Однако хасидское движение можно разделить на основные группы и школы по его внутренней духовной связи с мистической мыслью хасидов-иудеев .
Первыми опубликованными трудами хасидской мысли были:
- Толдот Яаков Йосеф[англ.] (1780), Яакова Иосифа из Полонного
- «Магид Деварав Ле-Яаков» (1781), Дова Бера из Межирича, составленные Шломо из Луцка)

В этих трудах была представлена основополагающая мысль Бааль Шем Това и его преемника Магида из Межирича, жившего до того, как хасидизм стал массовым движением. Дов Бер из Межирича, последний объединяющий лидер большей части раннего элитарного движения, был первым систематическим мыслителем и архитектором движения, который создал Священную группу (Хевра Кадиша) учеников, которые впоследствии распространяли хасидскую духовность в различных регионах Восточной Европы среди простых иудеев.

### Народный цадикизм

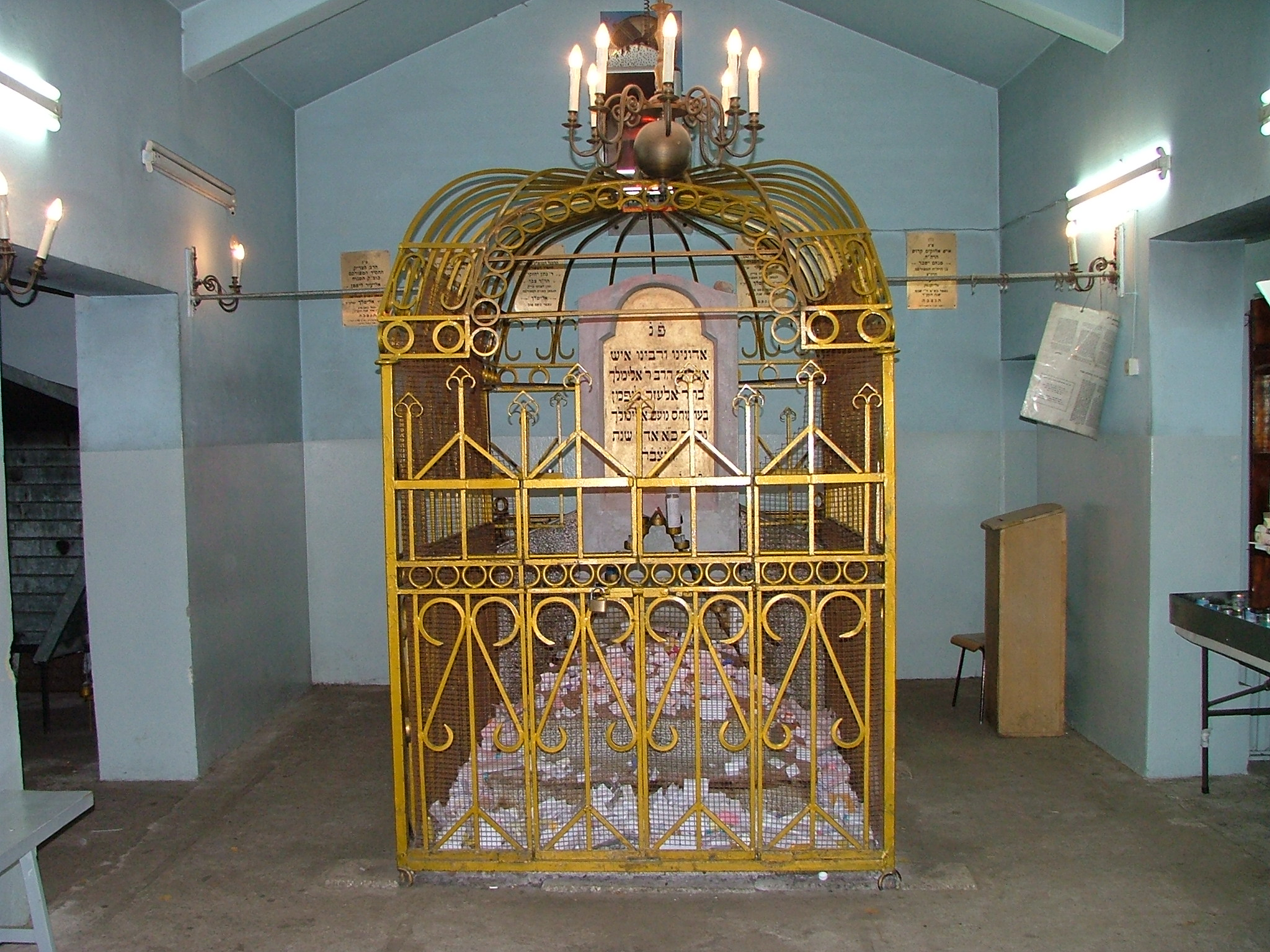
Могила Элимелеха Лиженского, ведущего распространителя хасидизма в Польше — Галиции

Среди учеников Магида из Межирича был Элимелех из Лиженска (1717—1787), основатель хасидизма в Польше и Галиции, автор раннего классического хасидского труда «Ноам Элимелех» (1788), в котором роль хасидского цадика была раскрыта в полноценном обучении харизматическому теургическому мистицизму. Работа настолько развивала новаторский социальный мистицизм лидерства, что это привело к появлению новых хасидских цадиков среди ведущих учеников в Галиции и Польше. Неумеренное восхваление элитных цадиков навлекло на себя цензуру митнагдим. Цадик изображался как божественная основа бытия, чьей задачей было привлекать и возвышать простые еврейские массы посредством харизматического призыва и теургического заступничества. Он развивал их веру и эмоциональную преданность божественности, которую Цадик представлял на материальном плане, как совокупность божественных искр в душе каждого человека. Ученики Эмилеха из Лиженска: Хозе (Провидец) из Люблина, Магид из Козница и Менахем-Мендл из Рыманова .

### Пешиша

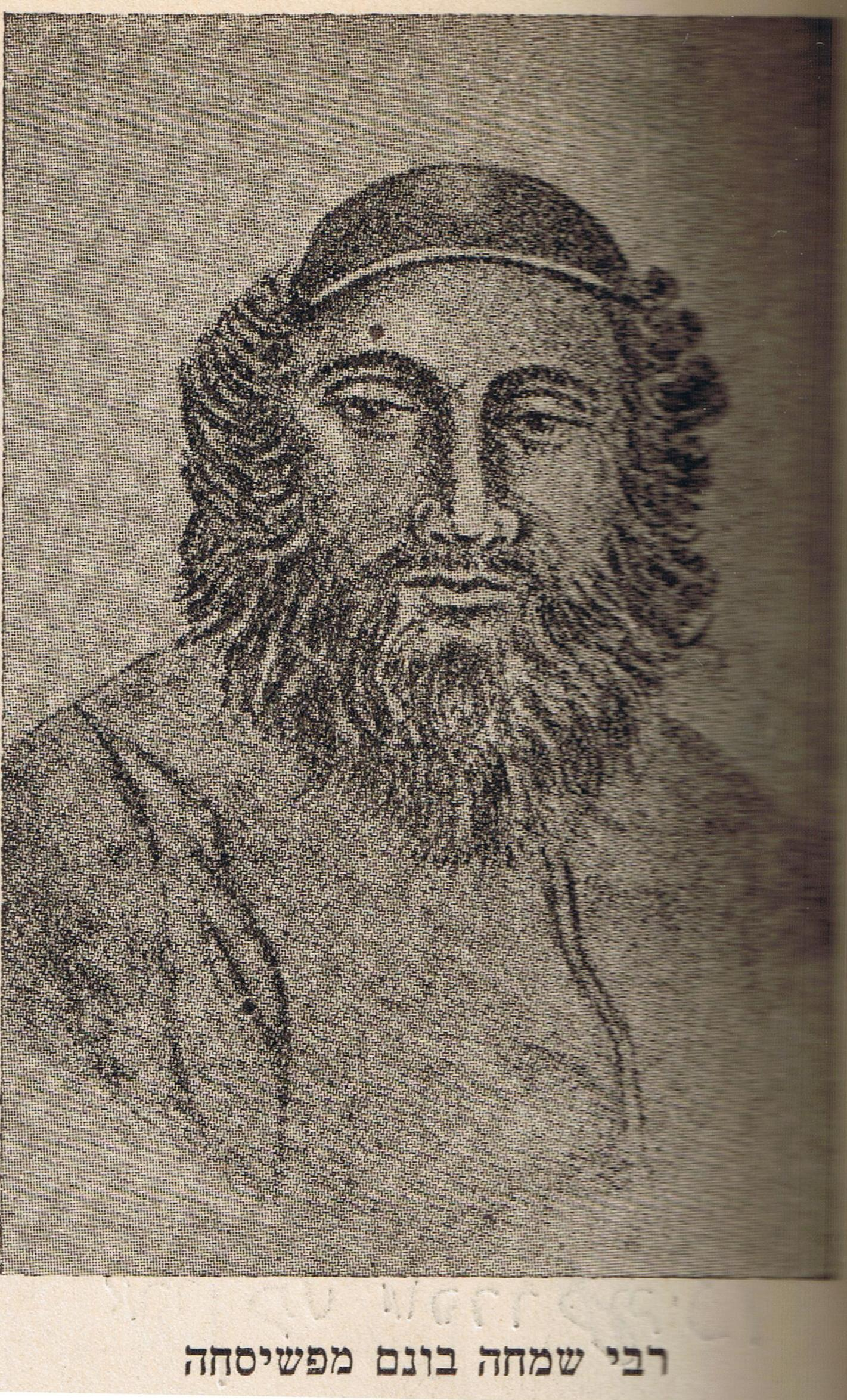
Симха Буним из Пешиша, преемник Святого Иудея, продолживший школу хасидизма Пешиша.

В 1812 году между провидцем из Люблина и его главным учеником, святым евреем из Пшисухи (Пешиша на идиш), произошёл раскол. Провидец придерживался популистского подхода, сосредоточившись на теургических функциях Праведников по привлечению масс. Он славился харизматичным поведением во время молитв и богослужений.
Святой еврей придерживался более интроспективного курса, утверждая, что долг ребе — служить духовным наставником для более элитарной группы, помогая им достичь состояния созерцания, стремясь восстановить единство человека с Богом, которое Адам предположительно утратил, когда съел плод с Древа познания. Святой еврей и его преемники не отвергали чудотворения и не избегали театрального поведения, но в целом они были гораздо более сдержанными.
Школа Пешиша стала доминирующей в Центральной Польше, в то время как народный хасидизм, напоминающий люблинский этос, преобладал в Галиции.
Одним из известных философов, вышедших из школы Пешиша, был Менахем Мендель из Коцка . Заняв элитарную, жесткую позицию, он открыто осуждал народную природу других цадиков.

### Хабад

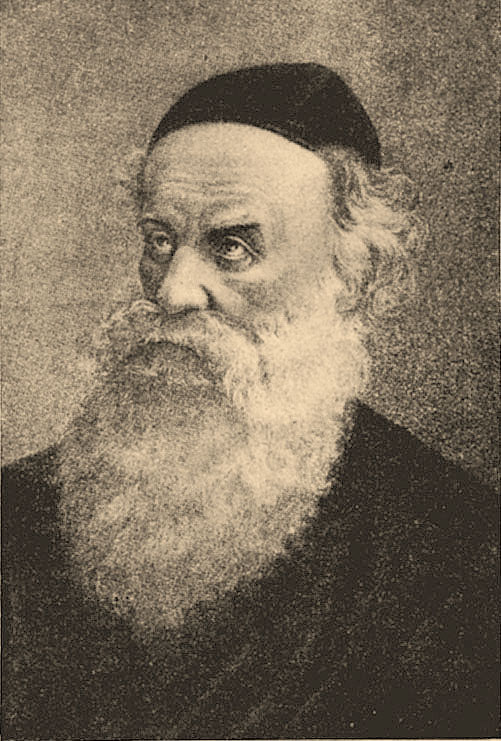
Шнеур Залман из Ляд, основатель Хабада

Движение Хабад, также называемое Любавичским по названию деревни в Белоруссии, где оно впоследствии обосновалась, была основана Шнеуром-Залманом из Ляд (круг Дов Бера из Межирича) и развивалось на протяжении семи поколений его последователей до конца XX века.
Термин «Хабад»—аббревиатура из каббалы, обозначающая интеллектуальные сфиротные силы души (хохма, бина, даат). Термин подчёркивает роль внутреннего интеллектуального и психологического созерцания хасидского мистицизма, в отличие от общепринятой хасидской эмоциональной веры. Хабад является ответвлением хасидизма и самостоятельным движением.
Хабад описывается как интеллектуальная или философская школа в хасидизме. Однако мысль Хабада не является рационалистической, поскольку она строит свои философские исследования божественности на лурианской каббале и других традиционных источниках Торы, хотя и включает в себя методы Маймонида и других средневековых еврейских философских методов.
Целью Хабада является внутренняя мистическая самотрансформация, самопожертвование в еврейских обрядах, а не формальный философский интеллектуализм. Мистическое откровение признаётся интуитивным божественным сущностным источником для каждого лидера Хабада. Каббалистическая сфера отражается во внутренней жизни человека, развивая концептуальную духовную психологию человеческой жизни. Проникновение в суть мистицизма происходит посредством созерцания (Хитбоненут) во время молитвы. Теология Хабада переводит эзотерические символы каббалы в диалектические термины, которые интеллектуально изучают божественность через внутренний психологический опыт человека. Конечный парадокс, рассматриваемый в медитативной молитве Хабада, заключается в её акосмическом панентеизме, который ведет к самоуничтожению (Битуль) и внутреннему экстазу (Хитпаалут.)
Однако, Менахема Мендель Шнеерсон, последний ребе Хабада, Любавичский Ребе, трактовал хасидскую мысль не как замкнутое мистическое учение, а гораздо шире, как внутреннюю объединяющую божественную сущность всех частей Торы, выраженную в аналитических беседах, которые объединяли экзотерическое и эзотерическое, мистическое и рациональное в иудаизме, и подчеркивали соответствующее единство всего еврейского народа. Высшая Божественная сущность раскрывается в практических действиях и хабадских компаниях.

### Брацловские хасиды

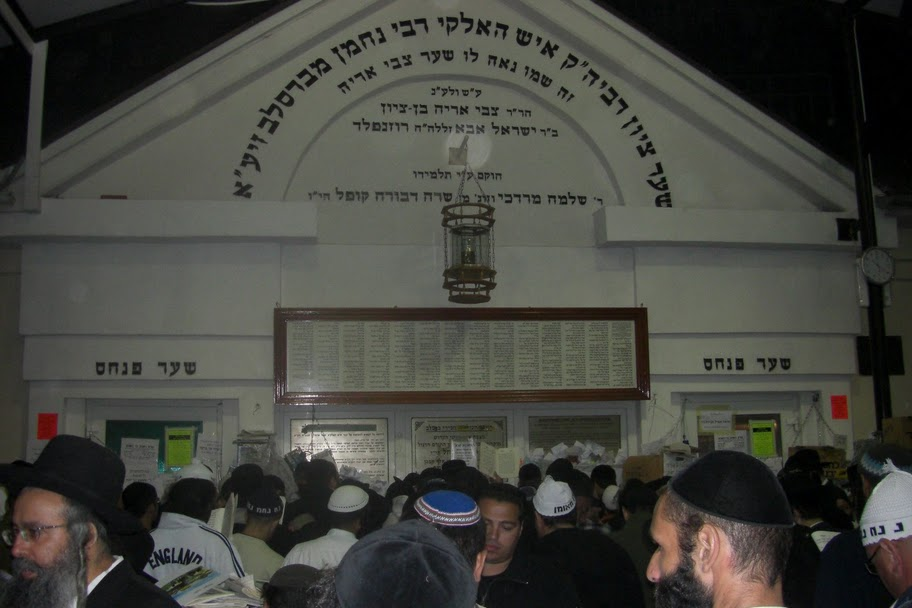
Паломники у могилы Нахмана Брацлавского, Умань, Украина

Нахманом из Брацлава, правнуком Бааль Шем Товаа была основана династия брацлавских хасидов. Нахман считал себя новым каббалистическим откровением в преемственности Ицхака Лурии и Бааль Шем Това .
Личность и мысли Нахмана составляют анти-рациональный полюс хасидизма, высмеивающий логические ограничения средневековых еврейских философов, ведь достижение мистического единения и откровения каббалистического Божественного «Ничто» Абсолюта не возможно с помощью логики. Воображение в таком единении занимает центральное место, черпая вдохновение из пророчеств , радости, простоты, личной уединенной молитвы (Хитбодедут), отбрасывая рациональный ум. Действия «малости» (глупого безумия) сводят на нет эго, которое, как и мир, становится реальным и Божественно значимым только с двекут. В хасидизме существует парадокс Эйн и Еш. Мирская реальность экзистенциального мира изображается в мрачных тонах, как место, лишенное воспринимаемого присутствия Бога, которое душа превосходит в мистическом стремлении. Высмеиваются, как выходящие за рамки человеческого понимания, попытки постичь природу бесконечно-конечной диалектики и то, каким образом Бог занимает Пустоту Творения, хотя и не является таковой. Приверженность единственному истинному Цадику противопосталяется неизбежным ересям домессианской конечной реальности. Смертные находятся в постоянной борьбе, пытаясь преодолеть свои инстинкты, и им приходилось освобождаться от ограниченного интеллекта, чтобы увидеть мир таким, какой он есть на самом деле. Недавние исследования отвергли более ранние академические построения мысли раввина Нахмана как экзистенциального хасидизма веры, в отличие от брацлавского хасидизма.

### Мистические границы антиномизма

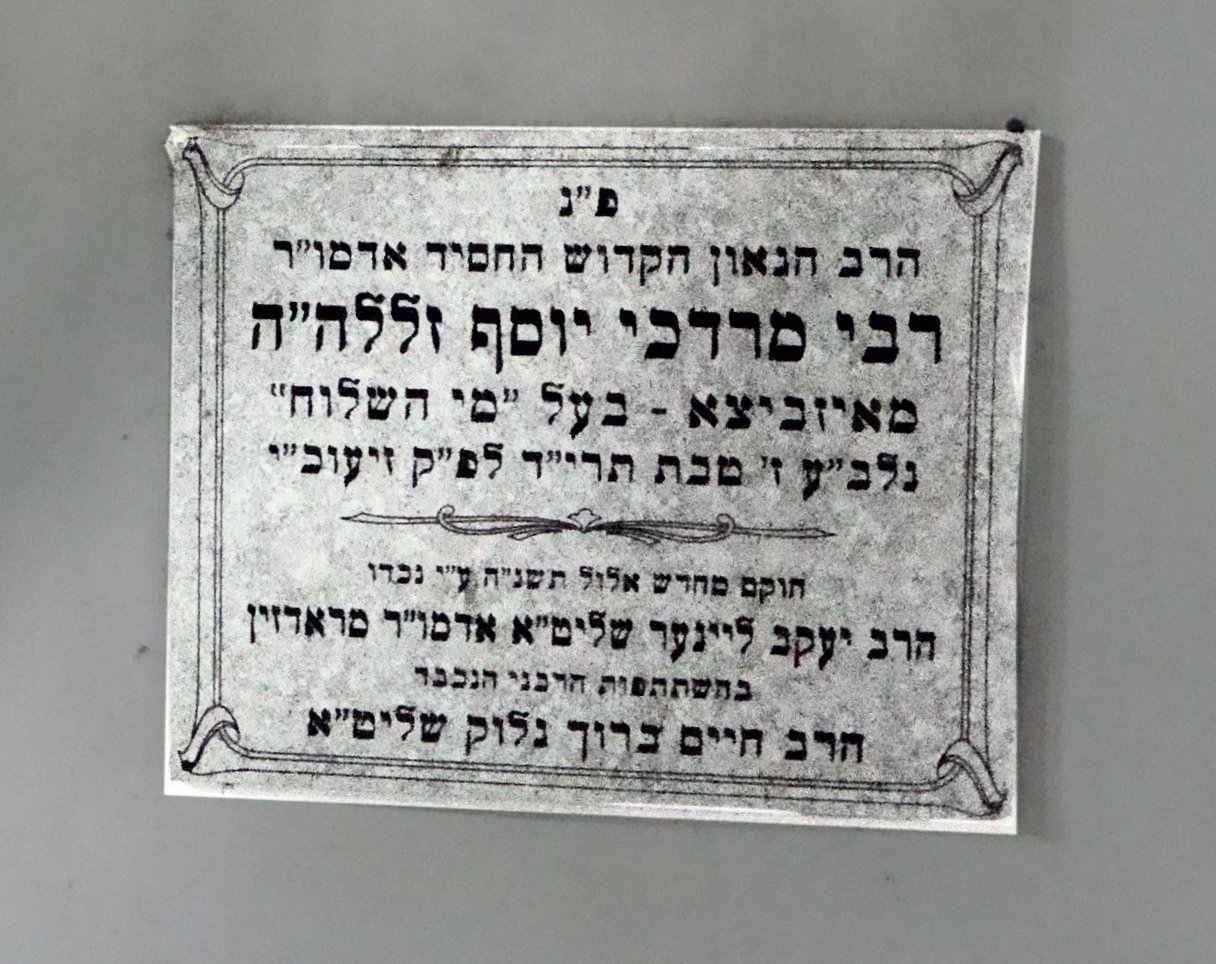
Мемориальная доска на мавзолее Мордехая Йосефа Лейнера из Ишбица, автора антиномического трактата « Мей Хашилах»

Антиномическая тенденция, связанная с поведением цадика, присутствует в трудах Люблинского провидца (личные записи, опубликованные посмертно). По мнению Провидца, массы должны с благоговением подчиняться Галахе (явленной Божественной Воле). Задача цадика — прилепиться к Богу с любовью. Экстатические способности Цадика раскрывают пророческую скрытую Божественную Волю всегда нового откровения, которое может приостановить узаконенное прежнее откровение Галахи.

## Ключевые понятия

### Имманентность Бога
Фундаментом хасидизма является имманентность Бога во вселенной, выраженная во фразе из текста Тикуней ха-Зоар:
«Лейт Атар пануй ми-нейя» (арамейское: «нет места, где бы Он не присутствовал»). Эта панентеистическая концепция, заимствованная из лурианской каббалы, но значительно расширенная в хасидизме, подразумевает, что буквально всё творение пронизано божественностью. Бог должен был ограничить (цимцум) свою бесконечность, Эйн Соф, создав Свободную Пустоту (Халаль пануй).
Таким образом, существует дуализм между истинным аспектом всего и физической ложной стороной. Элиор процитировал Шнеура Залмана из Ляд в его комментарии Тора Ор на Быт. 28:21, который писал, что «это цель Творения — от Бесконечности к Конечности, чтобы оно могло быть обращено от состояния Конечности к состоянию Бесконечности». Каббала рассматривала как Бог постепенно уменьшал Себя в мире через различные измерения, или сфирот. Хасидизм применял это понятие к самым обыденным деталям человеческого существования. Все хасидские школы уделяли важное место в своих учениях Эйн и Еш. Элиор, Рэйчел отметила: «реальность утратила свою статическую природу и постоянную ценность, теперь измеряясь новым стандартом, стремящимся раскрыть Божественную, безграничную сущность, проявляющуюся в её осязаемой, ограниченной противоположности».
Хасидские учителя призывали своих последователей «отрицать себя», обращая как можно меньше внимания на мирские заботы и тем самым расчищая путь для этой трансформации. Этой теме посвящено множество трактатов, в которых признаётся, что «черствость и грубость» плоти мешает человеку твердо придерживаться идеала, и эти недостатки чрезвычайно трудно преодолеть даже на чисто интеллектуальном уровне, а тем более в реальной жизни.
Дополнительным противопоставлением телесному поклонению или возвышению конечного до бесконечного является концепция Хамшаха, «притягивания» или «поглощения», и в частности, Хамшат ха-Шефа, «поглощения истечений». Во время духовного вознесения можно перекачать силу, оживляющую высшие измерения, вниз, в материальный мир. К ним относились духовное просвещение, усердие в богослужении и другие возвышенные цели, но также и более прозаические — здоровье и исцеление, избавление от различных невзгод и простое экономическое процветание. Как телесное поклонение, так и поглощение позволяли массам посредством общих действий получить доступ к религиозному опыту, который когда-то считался эзотерическим.
Ещё одно отражение диалектики Эйн — Йеш ярко выражено в трансформации зла в добро, включая различные черты и эмоции человеческой психики, такие как гордость и смирение, чистота и богохульство и т. д. Хасидские мыслители утверждали, что для того, чтобы вызволить скрытые искры, нужно соприкоснуться не только с телесным, но и с грехом и злом. Одним из примеров является возвышение нечистых мыслей во время молитвы, преобразование их в благородные, а не подавление их. Этот аспект, опять же, имел резкие антиномические последствия и использовался саббатианцами для оправдания чрезмерной греховности. Подчёркивалось, что эта практика должна осуществляться не в физическом смысле, а в созерцательном, духовном. Это каббалистическое представление также не было уникальным для движения и часто встречалось среди других еврейских групп.

### Цадик
Определяющей доктриной хасидизма является учение о святом лидере, служащем одновременно идеальным вдохновителем и институциональной фигурой, вокруг которой организуются последователи. Цадик, Праведник, Адмор (аббревиатура на иврите «наш господин, учитель и раввин») рождается в каждом поколении —эта идея коренится в каббалистической мысли, которая также утверждает, что один из них является высшим — реинкарнация Моисея . Хасидизм развил понятие цадика до такой степени, что сам термин приобрёл в нём самостоятельное значение, помимо первоначального, обозначавшего богобоязненных, строго соблюдающих людей.
Сложная философия хасидизма могла быть передана новым рядовым членам лишь частично. Даже интеллектуалы не усваивали диалектику бесконечности и телесности, воспринимая их просто абстракциями. Хасидский учитель должен был стать живым воплощением сокровенных учений. Он должен был выйти за пределы материи, обрести духовное общение, Поклонение через Телесность и воплотить все теоретические идеалы. Его паства должна была прилепиться к нему, его харизматическое присутствие было призвано успокаивать верующих и демонстрировать истину хасидской философии, противодействуя сомнениям и отчаянию. Считалось, что лидер может подняться в высшие сферы, он мог собирать потоки энергии и обрушивать их на своих последователей, обеспечивая им материальные блага. " Кристаллизация этой теургической фазы ", — отметил Гленн Диннер, «ознаменовала собой эволюцию хасидизма в полноценное социальное движение».
Готовность цадика пожертвовать экстазом и осуществлением единства в Боге ради блага общины считалась тяжелой жертвой. Последователи должны были поддерживать цадика и повиноваться ему. «Нисхождение Праведника» (Йеридат ха-Цаддик) в дела мира изображалось как тождественное необходимости спасения грешников и искупления искр, таящихся в самых низких местах. Такая связь между его функциями общинного лидера и духовного наставника легитимировала имевшуюся у него политическую власть. Это также предотвратило уход хасидских учителей в отшельничество и пассивность, как это делали многие мистики до них. Их мирская власть воспринималась как часть их долгосрочной миссии по возвышению материального мира обратно в божественную бесконечность. В определённой степени цадик считался выполняющим ограниченную мессианскую миссию при жизни. После провала саббатианства этот умеренный подход стал безопасным выходом для эсхатологических порывов. По крайней мере два лидера радикализовались в этой сфере и вызвали серьёзные споры: Нахман из Брацлава, объявивший себя единственным истинным цадиком, и Менахем-Мендл Шнеерсон, которого многие из его последователей считали Мессией. Ребе были объектом интенсивной агиографии, даже тонко сравниваемой с библейскими персонажами посредством использования прообразов. Утверждалось, что поскольку последователи не могли «отрицать себя» в достаточной степени, чтобы превзойти материю, они должны были «отрицать себя» в подчинении Святому (хитбатлут ла-Цаддик). Праведник считался мистическим мостом, притягивающим потоки и возвышающим молитвы и прошения своих почитателей.
Цадики вдохновляли, с ними советовались по всем вопросам, и от них ожидалось, что они будут ходатайствовать за своих приверженцев перед Богом и обеспечивать им финансовое благополучие, здоровье и потомство мужского пола. В настоящее время ребе—фактические политические лидеры институционализированных общин. К началу XIX века Праведники начали претендовать на легитимность, приписывая себе происхождение от мастеров прошлого, утверждая, что поскольку они связывают материю с бесконечностью, их способности должны быть связаны с их собственным телесным телом. Поэтому было принято считать, что "не может быть цадика, кроме сына цадика ". Практически все современные хасидские династии придерживаются наследственного принципа, эндогамии, и вступают в браки почти исключительно с потомками других династий.

### Другие концепции
- Двекут (ивр. דביקות — «прилипание») — «привязанность» или «сцепление» с Богом — это состояние поклонения, которое выходит за рамки экстаза (хитлахавут). Двекут описывается как состояние самотрансценденции в божественное. Это понимается как высшая цель еврейских мистических устремлений[13]. Некоторые учёные утверждают, что хасидизм отличается тем, что настаивает на том, что отправной точкой религиозной жизни является полная приверженность Богу и общение с Ним[14]. По мнению Гершома Шолема, оригинальность хасидизма заключается в том, что мистики этого движения не просто лелеяли свое достижение дэвекут, но и стремились передать его секреты всем. :342. В хасидизме двекут — это идеал, к которому должны стремиться как праведные, так и рядовые евреи, хотя хасидские мыслители обычно добавляют, что только праведник может вести жизнь двекут, а его последователи могут приблизиться к ней только через свою привязанность к праведнику[15]. Хасидизм использует девекут в более неформальном и общем смысле, предписывая своим последователям стремиться к жизни девекут, в которой ум всегда сосредоточен на Боге. Методы для этой цели были унаследованы из Каббалы, включая медитацию на четырёхбуквенное имя Бога (YHVH).[13]
- Хиспаштут хагашмиут ( «отказ от телесности») — это понимается как духовная практика, в которой человек рассматривает свое тело как находящееся в состоянии единения с остальным миром.[16] Хитпаштут хагашмиут — это отбрасывание материализма, позволяющее человеку отказаться от своей собственной индивидуальности (йеш), став частью божественной воли.[17] Хитпаштут хагашмиут происходит в разгар опыта девекут, когда хасид способен растворить силы эго, что позволяет душе воссоединиться со своим божественным источником.[18]

- Симха (ивр. שִׂמְחָה — «радость») — радость считается неотъемлемым элементом хасидского образа жизни. На ранних этапах хасидского движения, до того, как появилось название «хасиды», одним из названий, используемых для обозначения последователей нового движения, было ди Фрейлихе (Yiddish </link>), «Счастливый». Аарон из Карлина (I), один из ранних хасидских учителей, как сообщается, сказал: «Нет заповеди быть радостным, но радость может привести к величайшим заповедям». Также верно, сказал он, что «не грех быть грустным, но печаль может привести к величайшим грехам».

## Сочинения

### Притчи
Хасидские притчи размышляют над мистическими учениями. Например, известная притча «Принц и воображаемые стены» отражает пантеистическую или акосмистическую теологию и исследует отношения между отдельным евреем и Богом.
Нахман из Брацлава является автором ряда известных сказок или расширенных притч. Источником его вдохновения считаются «рассказы о древней мудрости» и глубокое архетипическое воображению. Одной из таких сказок является «Принц-петух» — история о принце, который сходит с ума и верит, что он — петух.

### Ранние хасидские произведения

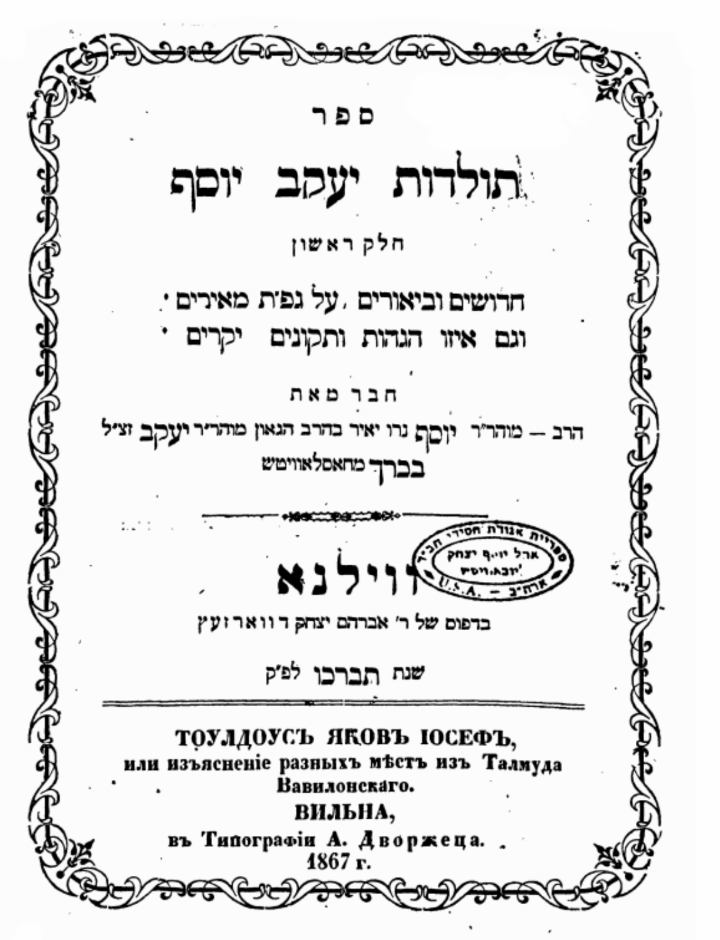
Титульный лист «Толдот Яаков Йосеф», издание 1867 года. Это произведение стало первым опубликованным хасидским текстом.

Бааль Шем Тов не оставил письменных учений. Книга «Толдот Яаков Йосеф» (автор Яаковом Йосеф из Полонны, ученик Бааль Шем Това) является сборником поучений, высказываний и притч Бааль Шем Това, записанных его учениками.
Учения преемника Баал Шем Това, Дов Бера Маггида из Межрича, были собраны в труде «Маггид Дварав Льяаков» (составитель Шломо Луск).
Элимелех из Лиженска развил хасидское учение о цадике (мистическом лидере)
Его брат Зуся из Аннополя и Леви Ицхак из Бердичева стали известны в хасидских легендах как защитники народа перед Небесным Судом. Шнеур-Залман из Ляд основал школу интеллектуального хасидизма Хабад.
Среди других — Нахман из Бреслава, известный своим использованием образных притч, и Менахем Мендель из Коцка .

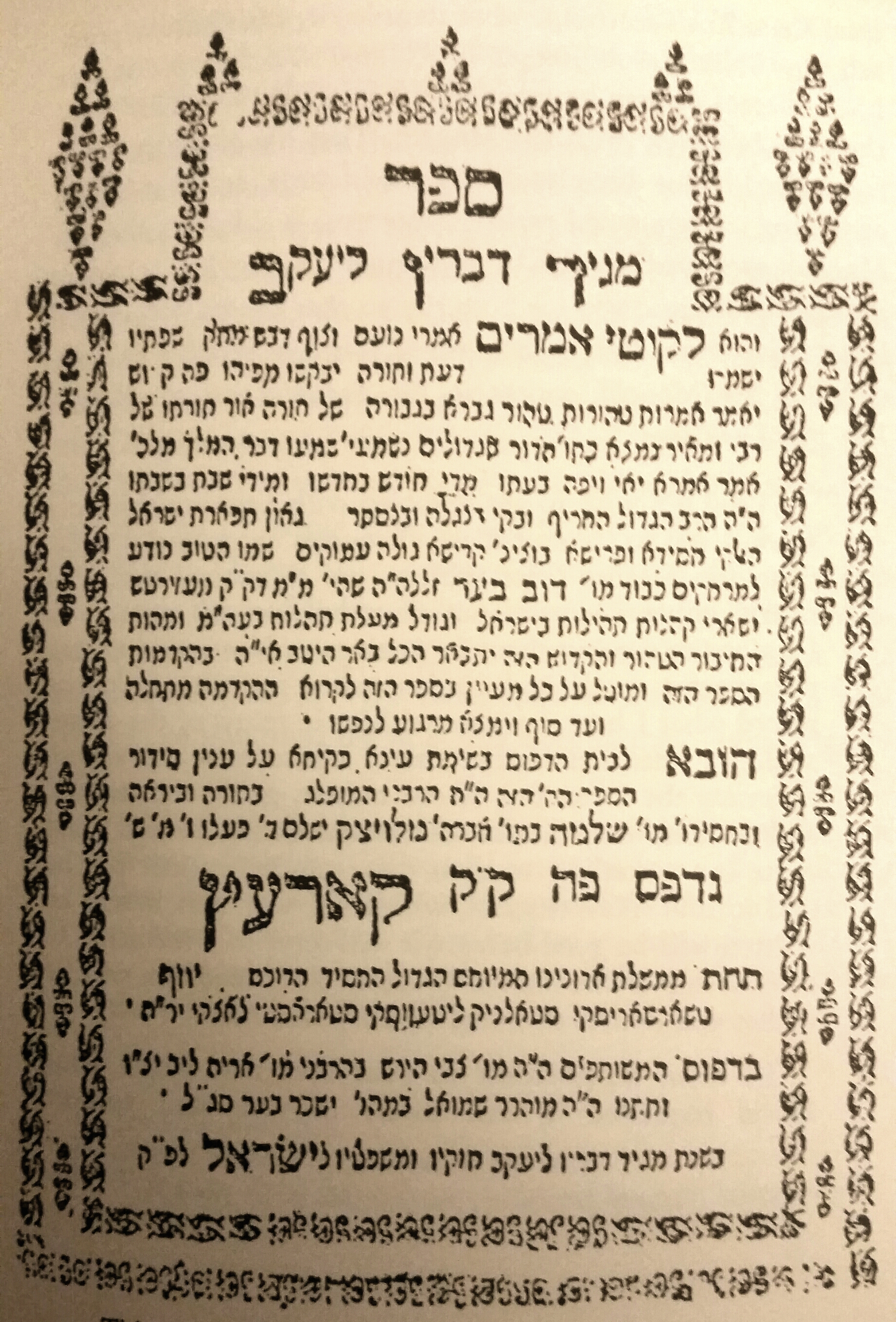
Титульный лист Маггида Деварава Льяакова (Корец, издание 1781 г.).

- Толдот Яаков Йосеф работы Якова Иосифа из Полного (1780 г.)
- Магид Деварав Л’Яаков, Довбер из Межрича, составленный Шломо из Луцка (1781)
- Ноам Элимелех работы Элимелеха Лиженского (1788 г.)
- Ликутей Амарим (Таня) работы Шнеура Залмана из Ляд (1796 г.)
- Кедушас Леви, Леви Ицхак из Бердичева (1798)
- Меор Эйнаим, картина Менахема Нахума Тверски из Чернобыля (1798 г.)
- Ликутей Мохаран работы Нахмана Бресловского (1808 г.)
- Сидуро Шель Шаббос, Хаим Тирер (1813)
- «Сиппурей Маасиот» Нахмана из Брацлава (1816) — книга притч, отражающих мистические концепции.

## В еврейской науке
Выделение общей доктрины хасидизма оказалось сложной задачей для исследователей. Как отметил Джозеф Дан, « каждая попытка представить такой корпус идей провалилась». Даже мотивы, представленные учеными в прошлом как уникальные хасидские вклады, позднее оказались общими как среди их предшественников, так и среди оппонентов, тем более в отношении многих других черт, которые широко распространены — они играют, добавил Дан, " заметную роль также в современных нехасидских и антихасидских сочинениях ". Трудность отделения философии движения от его главного источника вдохновения — лурианской каббалы — и определения того, что было новым, а что просто повторением, также озадачила историков. Некоторые, как Луис Якобс, считали ранних мастеров новаторами, которые ввели «много нового, хотя бы акцентом»; другие, в первую очередь Мендель Пикац, утверждали обратное, что лишь немногое не было найдено в более ранних трактатах, и оригинальность движения заключалась в том, как оно популяризировало эти учения, чтобы они стали идеологией хорошо организованной секты .
Среди черт, которые в общем понимании особенно тесно связаны с хасидизмом и которые на самом деле широко распространены:
- важность радости и счастья в богослужении и религиозной жизни
- ценность, придаваемая простому, рядовому еврею
- вызов раввинскому истеблишменту (однако подтверждение центральной роли изучения Торы).

В то же время образ митнагедов как унылых интеллектуалов, лишенных духовного рвения и выступающих против мистицизма, также необоснован. Хасидизм, который часто изображают как поощрение здоровой чувственности, также не отвергал единогласно аскетизм и самоистязание, которые в первую очередь ассоциируются с его соперниками. Джозеф Дан приписывал все эти восприятия так называемым " неохасидским " писателям и мыслителям, таким как Мартин Бубер. Пытаясь создать новые модели духовности для современных евреев, они пропагандировали романтический, сентиментальный образ движения. «Неохасидская» интерпретация оказала большое влияние даже на научный дискурс, но имела слабую связь с реальностью .
«Ранний хасидизм» прекратил своё существование в начале 1800-х годов. Он представлял собой весьма динамичное движение религиозного возрождения. Второй этап хасидизма (после 1800-х годов) характеризовался консолидацией в секты с наследственным лидерством.
Мистические учения, сформулированные в первую эпоху, никоим образом не были отвергнуты, и многие хасидские мастера оставались непревзойденными спиритуалистами и оригинальными мыслителями; как отметил Бенджамин Браун, некогда общепринятое мнение Бубера о том, что рутинизация представляет собой «упадок», было опровергнуто более поздними исследованиями, продемонстрировавшими, что движение оставалось во многом новаторским. Однако многие аспекты раннего хасидизма действительно были принижены в пользу более традиционных религиозных выражений, а его радикальные концепции были в значительной степени нейтрализованы. Некоторые ребе придерживались относительно рационалистических взглядов, отодвигая на второй план свои явно мистические, теургические роли, а многие другие действовали почти исключительно как политические лидеры крупных общин. Что касается хасидов, то принадлежность к ним определялась не столько восхищением харизматичным лидером, как в ранние времена, сколько рождением в семье, принадлежащей к определённому «двору».

## Влияние
Хасидская традиция и мысль приобрели поклонников не только среди своих непосредственных последователей, но и за пределами ортодоксальной иудейской веры.
Мартин Бубер провел пять лет в изоляции, изучая хасидские тексты, позже Бубер он ознакомил с хасидизмом западный мир посредством своих работ о хасидских сказках.
Авраам Джошуа Хешель черпал вдохновение в хасидизме. В своих трудах, включая исследования хасидских учителей и неохасидизма, он рассматривал хасидизм как классическое выражение агадической традиции . Хешель считал, что теология Агады, поэтическое толкование и духовность играют центральную роль в значении и истории иудаизма.
Ошо также находился под влиянием хасидизма и способствовал распространению его философии.